# 2007 NBA Draft
2007 NBA Draft – draft NBA w 2007 roku odbył się 28 czerwca w hali Madison Square Garden w Nowym Jorku. Był pokazywany w Stanach przez telewizję ESPN. 

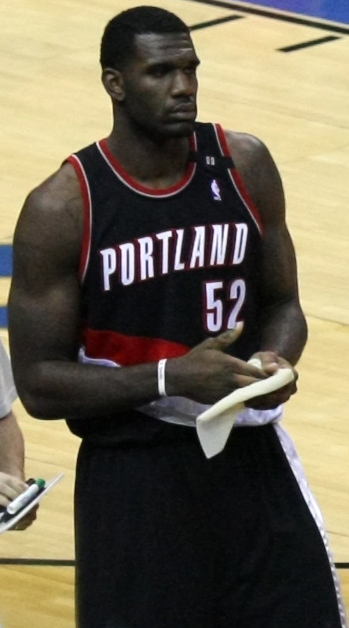
Greg Oden, wybrany z nr 1 przez Portland Trail Blazers.

## Draft
|  | – występ w NBA All-Star Game. |

| Numer | Zawodnik                | Narodowość | Drużyna NBA                                                                  | Szkoła/Poprzednia drużyna                                   |
| ----- | ----------------------- | ---------- | ---------------------------------------------------------------------------- | ----------------------------------------------------------- |
| 1     | Greg Oden (C)           | USA        | Portland Trail Blazers                                                       | Ohio State Fr.                                              |
| 2     | Kevin Durant (SF)       | USA        | Seattle SuperSonics                                                          | Texas Fr.                                                   |
| 3     | Al Horford (PF/C)       | Dominikana | Atlanta Hawks                                                                | Florida Jr.                                                 |
| 4     | Mike Conley, Jr. (PG)   | USA        | Memphis Grizzlies                                                            | Ohio State Fr.                                              |
| 5     | Jeff Green (SF/PF)      | USA        | Boston Celtics (do Seattle)                                                  | Georgetown Jr.                                              |
| 6     | Yi Jianlian (PF/SF)     | Chiny      | Milwaukee Bucks                                                              | Guangdong Southern Tigers (Chiny) 1987                      |
| 7     | Corey Brewer (SF)       | USA        | Minnesota Timberwolves                                                       | Florida Jr.                                                 |
| 8     | Brandan Wright (PF)     | USA        | Charlotte Bobcats (do Golden State)                                          | North Carolina Fr.                                          |
| 9     | Joakim Noah (PF/C)      | USA        | Chicago Bulls (z New York jako część transferu Eddy'ego Currego)             | Florida Jr.                                                 |
| 10    | Spencer Hawes (C)       | USA        | Sacramento Kings                                                             | Washington Huskies Fr.                                      |
| 11    | Acie Law IV (PG)        | USA        | Atlanta Hawks (z Indiana jako część transferu Ala Harringtona)               | Texas A&M Sr.                                               |
| 12    | Thaddeus Young (SF)     | USA        | Philadelphia 76ers                                                           | Georgia Tech Fr.                                            |
| 13    | Julian Wright (SF/PF)   | USA        | New Orleans Hornets                                                          | Kansas So.                                                  |
| 14    | Al Thornton (SF/PF)     | USA        | Los Angeles Clippers                                                         | Florida State Sr.                                           |
| 15    | Rodney Stuckey (PG/SG)  | USA        | Detroit Pistons (z Orlando jako część transferu Darko Milicicia)             | Eastern Washington So.                                      |
| 16    | Nick Young (SG/SF)      | USA        | Washington Wizards                                                           | USC Jr.                                                     |
| 17    | Sean Williams (PF)      | USA        | New Jersey Nets                                                              | Boston College Jr.                                          |
| 18    | Marco Belinelli (SG)    | Włochy     | Golden State Warriors                                                        | Fortitudo Bologna (Italy) 1986                              |
| 19    | Javaris Crittenton (PG) | USA        | Los Angeles Lakers                                                           | Georgia Tech Fr.                                            |
| 20    | Jason Smith (PF)        | USA        | Miami Heat (do Philadelphia)                                                 | Colorado State Jr.                                          |
| 21    | Daequan Cook (SG)       | USA        | Philadelphia 76ers (z Denver jako część transferu Allena Iversona, do Miami) | Ohio State Fr.                                              |
| 22    | Jared Dudley (SF/PF)    | USA        | Charlotte Bobcats (z Toronto)                                                | Boston College Sr.                                          |
| 23    | Wilson Chandler (SF)    | USA        | New York Knicks (z Chicago jako część transferu Eddy'ego Curry'ego)          | DePaul So.                                                  |
| 24    | Rudy Fernández (SG)     | Hiszpania  | Phoenix Suns (z Cleveland)                                                   | Joventut Badalona (Hiszpania) 1985                          |
| 25    | Morris Almond (SG/SF)   | USA        | Utah Jazz                                                                    | Rice Sr.                                                    |
| 26    | Aaron Brooks (PG)       | USA        | Houston Rockets                                                              | Oregon Sr.                                                  |
| 27    | Arron Afflalo (SG)      | USA        | Detroit Pistons                                                              | UCLA Jr.                                                    |
| 28    | Tiago Splitter (PF/C)   | Brazylia   | San Antonio Spurs                                                            | TAU Cerámica (Hiszpania) 1985                               |
| 29    | Alando Tucker (SF)      | USA        | Phoenix Suns                                                                 | Wisconsin Sr.                                               |
| 30    | Petteri Koponen (PG)    | Finlandia  | Philadelphia 76ers (z Dallas)                                                | Tapiolan Honka (Finlandia) 1988                             |
| 31    | Carl Landry (PF)        | USA        | Seattle SuperSonics (z Memphis do Houston)                                   | Purdue Sr.                                                  |
| 32    | Gabe Pruitt (PG/SG)     | USA        | Boston Celtics                                                               | USC Jr.                                                     |
| 33    | Marcus Williams (SG/SF) | USA        | San Antonio Spurs (z Milwaukee)                                              | Arizona So.                                                 |
| 34    | Nick Fazekas (PF/C)     | USA        | Dallas Mavericks (z Atlanta)                                                 | Nevada Sr.                                                  |
| 35    | Glen Davis (PF)         | USA        | Seattle SuperSonics (do Boston)                                              | LSU Jr.                                                     |
| 36    | Jermareo Davidson (PF)  | USA        | Golden State Warriors (z Minnesota do Charlotte)                             | Alabama Sr.                                                 |
| 37    | Josh McRoberts (PF)     | USA        | Portland Trail Blazers                                                       | Duke So.                                                    |
| 38    | Kyryło Fesenko (C)      | Ukraina    | Philadelphia 76ers (z New York do Utah)                                      | Czerkasy (Ukraina) 1986                                     |
| 39    | Stanko Barać (C)        | Chorwacja  | Miami Heat (do Indiana)                                                      | HKK Široki (Bośnia i Hercegowina oraz Liga Adriatycka) 1986 |
| 40    | Sun Yue (G)             | Chiny      | Los Angeles Lakers (z Charlotte)                                             | Beijing Olympians 1985                                      |
| 41    | Chris Richard (PF)      | USA        | Minnesota Timberwolves (z Philadelphia)                                      | Florida Sr.                                                 |
| 42    | Derrick Byars (SF)      | USA        | Portland Trail Blazers (do Philadelphia)                                     | Vanderbilt Sr.                                              |
| 43    | Adam Haluska (SG)       | USA        | New Orleans Hornets                                                          | Iowa Sr.                                                    |
| 44    | Reyshawn Terry (SF)     | USA        | Orlando Magic (do Dallas)                                                    | North Carolina Sr.                                          |
| 45    | Jared Jordan (PG)       | USA        | Los Angeles Clippers                                                         | Marist Sr.                                                  |
| 46    | Stéphane Lasme (PF)     | Gabon      | Golden State Warriors (z New Jersey)                                         | Massachusetts Sr.                                           |
| 47    | Dominic McGuire (SF)    | USA        | Washington Wizards                                                           | Fresno State Jr.                                            |
| 48    | Marc Gasol (C)          | Hiszpania  | Los Angeles Lakers                                                           | Akasvayu Girona (Hiszpania) 1985                            |
| 49    | Aaron Gray (C)          | USA        | Chicago Bulls (z Golden State)                                               | Pittsburgh Sr.                                              |
| 50    | Renaldas Seibutis (SG)  | Litwa      | Dallas Mavericks (z Miami)                                                   | Maroussi (Grecja) 1985                                      |
| 51    | JamesOn Curry (SG)      | USA        | Chicago Bulls (z Denver)                                                     | Oklahoma State Jr.                                          |
| 52    | Taurean Green (PG)      | USA        | Portland Trail Blazers (z Toronto)                                           | Florida Jr.                                                 |
| 53    | Demetris Nichols (SF)   | USA        | Portland Trail Blazers (z Chicago do New York)                               | Syracuse Sr.                                                |
| 54    | Brad Newley (SG)        | Australia  | Houston Rockets (z Cleveland)                                                | Adelaide 36ers (Australia) 1985                             |
| 55    | Herbert Hill (PF/C)     | USA        | Utah Jazz (do Philadelphia)                                                  | Providence Sr.                                              |
| 56    | Ramon Sessions (PG)     | USA        | Milwaukee Bucks (z Houston)                                                  | Nevada Jr.                                                  |
| 57    | Sammy Mejia (PG)        | USA        | Detroit Pistons                                                              | DePaul Sr.                                                  |
| 58    | Jorgos Prindezis (SF)   | Grecja     | San Antonio Spurs (do Toronto)                                               | Olympia Larissa BC (Grecja) 1985                            |
| 59    | D.J. Strawberry (G)     | USA        | Phoenix Suns                                                                 | Maryland Sr.                                                |
| 60    | Milovan Raković (C)     | Serbia     | Dallas Mavericks (do Orlando)                                                | Mega Ishrana (Serbia) 1985                                  |

## Wybór zawodników według zespołów
- Atlanta Hawks: Al Horford, Acie Law
- Boston Celtics: Gabe Pruitt, Glen Davis
- Charlotte Bobcats: Jared Dudley, Jermareo Davidson
- Chicago Bulls: Joakim Noah, Aaron Gray, JamesOn Curry
- Cleveland Cavaliers: brak
- Dallas Mavericks: Nick Fazekas, Reyshawn Terry, Renaldas Seibutis
- Denver Nuggets: brak
- Detroit Pistons: Rodney Stuckey, Arron Afflalo, Sammy Mejia
- Golden State Warriors: Brandan Wright, Marco Belinelli, Stephane Lasme
- Houston Rockets: Aaron Brooks, Carl Landry, Brad Newley
- Indiana Pacers: 	Stanko Barać
- Los Angeles Clippers: Al Thornton, Jared Jordan
- Los Angeles Lakers: Javaris Crittenton, Sun Yue, Marc Gasol
- Memphis Grizzlies: Mike Conley, Jr.
- Miami Heat: Daequan Cook
- Milwaukee Bucks: Yi Jianlian, Ramon Sessions
- Minnesota Timberwolves: Corey Brewer, Chris Richard
- New Jersey Nets: Sean Williams,
- New Orleans Hornets: Julian Wright, Adam Haluska
- New York Knicks: Wilson Chandler, Demetris Nichols
- Orlando Magic: Milovan Raković
- Philadelphia 76ers: Thaddeus Young, Jason Smith, Derrick Byars, Herbert Hill
- Phoenix Suns: Alando Tucker, D.J. Strawberry
- Portland Trail Blazers: Greg Oden, Rudy Fernández, Petteri Koponen, Josh McRoberts, Taurean Green
- Sacramento Kings: Spencer Hawes
- San Antonio Spurs: Tiago Splitter, Marcus Williams
- Seattle SuperSonics: Kevin Durant, Jeff Green
- Toronto Raptors: Giorgos Printezis
- Utah Jazz: Morris Almond, Kyrylo Fesenko
- Washington Wizards: Nick Young, Dominic McGuire